# شیرگاه
شیرگاه مرکز شهرستان سوادکوه شمالی در استان مازندران است که از جنوب به شهرستان سوادکوه و از شمال به شهرستان قائم شهر راه دارد. این شهر همچنین از سمت شرق به شهرستان ساری و از سمت غرب به شهرستان بابل راه دارد. مردم شیرگاه مازندرانی هستند و به زبان مازندرانی گویش می‌کنند. همچنین سریال مشهور پایتخت نیز در این شهر ساخته شده است. شهردار شیرگاه آقای محمد رضا مهدوی است.

## وجه تسمیه
در باب وجه تسمیه شیرگاه دیدگاه‌های مختلفی وجود دارد. شماری علت این نام گذاری را فراوانی درختانی موسوم به شیردار در این منطقه دانسته‌اند. گروهی معتقدند که رطوبت بالا و شرجی بودن این منطقه، که معادل آن در زبان طبری واژه شیر به معنی خیس است و شیرگاه یعنی مکان خیس و رطوبتی که در اکثر مواقع سال ابری و بارندگی می‌باشد، علت نام گذاری آن بوده است.
ضمن اینکه در روایتی نیز مبارزهٔ شیر و گاو که صاحب آن فردی به نام شیخعلی نادر بود، حکایت دارد ولی بیشتر از همه به نظر همان شیر یا خیس درست می‌آید، البته طبق روایت دیگری در منطقه ایی بالاتر از شهیدآباد و پایینتر از امامزاده قاسم یا آقادار لوله‌هایی به جهت انتقال شیرِگاو از آنجا به سمت آبدانگ‌سر یا پادگان فعلی که محل ساماندهی نیروهای نظامی بود، وجود داشت و این شیر، از جنگلهای شیرگاه به آنجا با توجه به شیب موجود هدایت می‌شد علت نامگذاری آن به شیرگاو و سپس شیرگاه بود.
این مکان که در سابق دامداری بزرگی بود قبرستان گبری‌های قبل از اسلام بوده که آثار و بقایای آن (اسکلت انسان و سفال) در حفاری‌های غیرمجاز مشهود شد. به گفته علی‌اصغر یوسفی‌نیا شیر نام مجموعه آبادی‌های بخش کوهستانی قائمشهر بود.
برخی نام پیشین شیرگاه را خارخون دانسته‌اند ولی بر پایهٔ اطلاعات جلد سوم فرهنگ جغرافیایی ایران خارخون نام پیشین روستای زیولا در منطقه شیرگاه بوده است.

## موقعیت جغرافیایی
شیرگاه شهری است در استان مازندران در شمال ایران، که مرکز شهرستان سوادکوه شمالی نیز می‌باشد.
یکی از جاده‌های ارتباطی تهران- شمال، معروف به جاده سوادکوه، و راه‌آهن شمال، که بخشی از راه‌آهن سراسری ایران است، از این شهر می‌گذرد.
این شهر در فاصله ۲۵ کیلومتری از قائمشهر و ۲۰ کیلومتری از زیراب، ۳۰ کیلومتری از پل سفید و ۴۰ کیلومتری از ساری (مرکز استان مازندران) قرار دارد.
شیرگاه از همه جهت جز شمال به‌وسیله رشته کوه‌های البرز مرکزی احاطه گشته است، کوه تِرز در غرب، کوه وِرزک در شرق و کوه‌های ساره سر و شاه کوه در جنوب این شهر قرار دارند.
شیرگاه محل تلاقی دو رود است. یکی تالار (به معنی تیل آر، یعنی رودی که گِل می‌آورد) که از منطقه آلاشت و گردنه‌های دوگل سرچشمه می‌گیرد و دیگری رود کسیلیان است. کسیلیان در بیشتر مواقع سال آبی روشن و زلال دارد (تنها در زمان بارندگی‌های شدید آب آن کمی گل آلود می‌شود) ولی تالار در بیشتر مواقع سال گل آلود است.
شیرگاه دارای پل‌های متعددی است که به همین دلیل آن را شهر پل‌ها لقب داده‌اند. شیرگاه به دلیل داشتن شکل کوهستانی در جنوب و وجود دره در بستر رودخانه و مرکز شهر و همچنین داشتن دشت و جلگه در شمال (سه ویژگی اقلیم در یک شهر) زیبایی منحصری دارد که نمونه آن در هیچ جای ایران و خاورمیانه یافت نشود.

## تاریخچه

### دوران باستان

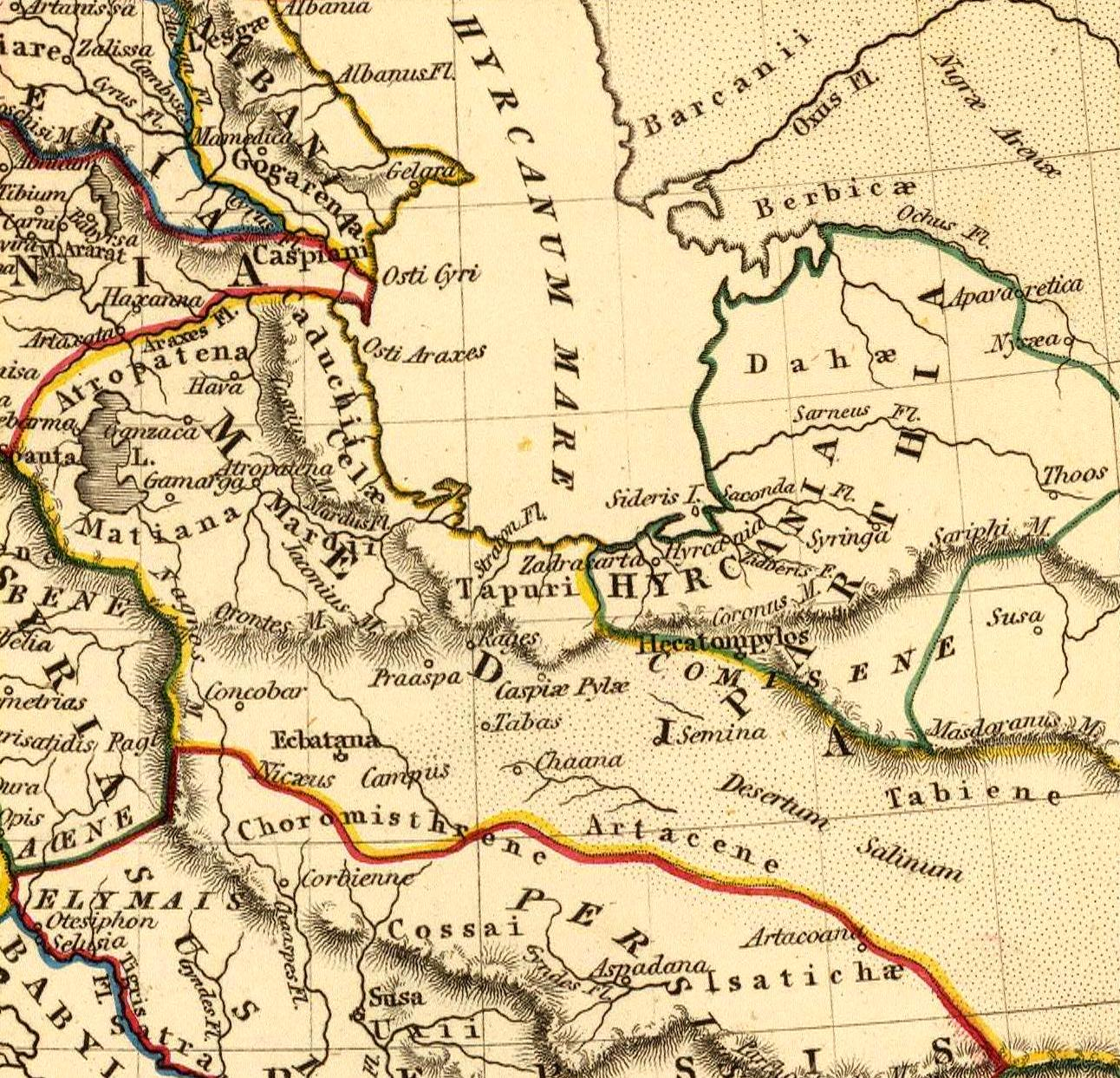
موقعیت تپورها در قرن دوم قبل از میلاد، از شرق سپیدرود تا اسرم هیرکانیا

استان مازندران پیش از اسلام تپورستان (به پهلوی: ) نامیده می‌شد که برگرفته از نام قوم تپوری (به یونانی: Τάπυροι) می‌باشد که پس از اسلام قوم طبری نام گرفتند و سرزمینشان طبرستان نامیده شد.
به اعتقاد مورخان آماردها نخستین سکنه باستانی مازندران بودند و آماردها از آمل تا تنکابن و تپورها از آمل تا گرگان سکونت داشتند. در عصر هخامنشی در کرانه جنوبی دریای مازندران اقوام، تپوری، آمارد، آناریاکه و کادوسی سکونت داشتند. مورخان آماردها را به مردمان داهه و سکایی و پارسی پیوند داده‌اند.
هرودوت از قبیله مارد (mardes) در کنار دائی‌ها (daens)، دروپیک‌ها (dropiques)، و ساگارتی‌ها (sagarties) به عنوان پارس‌های کوچنشین و صحراگرد یاد کرده است. پلینیوس مورخ یونانی محل آماردها را قسمت شرقی مارگانیا شناسایی کرده است. استرابون(۶۳ ق. م) قوم آمارد را در کنار اقوام تپوری، کادوسی و کرتی به عنوان اقوام کوهستان نشین شمال کشور یاد می‌کند. استرابو می‌نویسد: تمام مناطق این کشور به استثنای بخشی به سمت شمال که کوهستانی و ناهموار و سرد است و محل زندگی کوهنشینانی به نام کادوسی (Cadusii) و آماردی (Amardi) و تپوری (Tapyri) و کرتی (Cyrtii) و سایر مردمان دیگراست، حاصلخیز است.
به گفته واسیلی بارتلد تپوری‌ها در قسمت جنوب شرقی ولایت سکونت داشتند و در قید اطاعت هخامنشیان درآمده بودند و آماردها مغلوب اسکندر مقدونی و بعد مغلوب اشکانیان شدند و اشکانیان در قرن دوم ق.م. آنها را در حوالی ری سکونت دادند و اراضی سابق آماردها به تپوری‌ها اهدا شد و بطلمیوس در شرح دیلم یعنی قسمت شرقی گیلان در ساحل بحر خزر در آن زمان از تپوری‌ها نام می‌برد. به گفته یحیی ذکا در «کاروند کسروی» آورده است: آماردان یا ماردان، در زمان لشکر کشی اسکندر مقدونی به ایران، این تیره در مازندران نشیمن می‌داشتند و آن هنگام هنوز قبایل تپوران به آنجا نیامده بودند. به گفته مجتبی مینوی قوم آمارد و قوم تپوری در سرزمین مازندران می‌زیستند و تپوری‌ها در ناحیه کوهستانی مازندران و آماردها در ناحیه جلگه‌ای مازندران سکونت داشتند. در سال ۱۷۶ ق. م فرهاد اول اشکانی قوم آمارد را به ناحیه خوار کوچاند و تپوری‌ها تمام ناحیه مازندران را فرو گرفتند و تمام ولایت به اسم ایشان تپورستان نامیده شد.
قسمتهایی از کتاب سفرنامه مازندران به قلم پهلوی اول در سال ۱۳۰۳ ه‍. ش(انتشار کتاب ۱۳۰۵) صفحه ۲۷۴؛ حوالی مغرب به”شیرگاه” رسیدیم. ”شیرگاه” در جلگهٔ کوچکی، محصور از کوه‌های کوتاه جنگل‌پوش واقع است. حمام و قهوه‌خانه و چند خانه از نی در آنجا دیده شد. روی تپة کوتاهی که مشرف است به پل و حمام، سه اتاق از چوب ساخته‌اند. سکوی باصفائی مشرف برتمام این جلگه، در کنار اتاقها بنا شده است. منزل مرا امشب در این اتاقها قرار داده‌اند. همراهان، در قهوخانه و خانه‌های ده پراکنده شدند. هوا رو به‌گرمی است و چندین درجه با نقاط عرض راه تفاوت دارد. ”شیرگاه” خالصه است و زراعت برنج آن بد نیست. کوهستان ”سوادکوه”، که دنباله‌اش تا یک فرسخ آن طرف ”شیرگاه” کشیده شده، تدریجاً رو به کوتاهی می‌رود، تا به‌کلی در آن نقطه محو می‌گردد. ”شیرگاه” از حیث آب و هوا و جنگل و ارتفاع و غیره، برزخ بین ”سوادکوه” و جلگة ”مازندران” است. از اینجا به‌طرف شمال، زمین هموار ساحلی با یک تناسب معینی شروع می‌شود که عرض آن از یک فرسخ و نیم تا ده پانزده فرسخ اختلاف دارد. از ”شیرگاه” به طرف شمال هرقدر پیش برویم، هوا مرطوبتر و زمین پست‌تر می‌گردد. امشب به من و همراهان من خوش نگذشت. با آنکه سعی کرده بودند خوابگاه منظمی برای من ترتیب بدهند، مع‌هذا ناراحت بود. ناراحتی منزل و فکرهای دور و دراز چنان مرا به خود مشغول داشته بود که تقریباً دو ثلث شب را بیدار مانده بودم و نتوانستم بخوابم. همراهان در قهوه‌خانه و خانه‌های بی پر و پایه، ترجیح داده بودند که شب را اصلاً نخوابند و بیدار بنشینند. پرواضح است راهی که تازه افتتاح شده، و ”مازندرانی” که از تمام مراحل تمدن دور مانده، چگونه ممکن است که برای من و همراهان تأمین آسایش نماید؟

### پیشینه

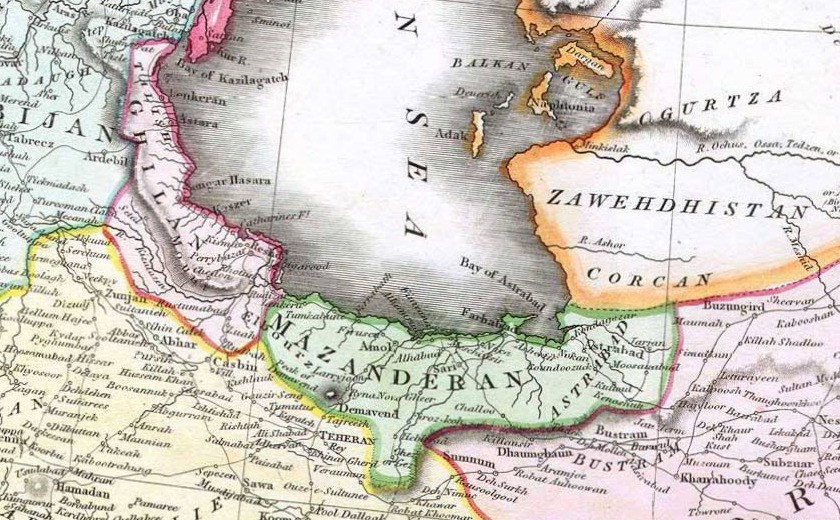
نقشه قدیم مازندران ۱۸۱۴ میلادی

در دوره صفوی جاده شوسه شاه‌عباسی از این شهر عبور می‌کرد. پل‌هایی که امروز می‌بینیم یادگارانی از آن دوران‌اند که در زمان خود از پل‌های مهم و بزرگ به‌شمار می‌رفتند.
نیروهای ارتش شوروی در جریان اشغال ایران در جنگ جهانی دوم در منطقه‌ای که به نام آن‌ها (روس آباد) نام گرفت در نزدیکی کلیج‌خیل امروز (یکی از روستاهای نزدیک شیرگاه) ساکن شدند. مردم شیرگاه ایام حضور شوروی‌ها را شوروی سال می‌گویند.
شیرگاه در آبان ۱۳۴۱ نام شهر را به خود اختصاص داد.

## جمعیت

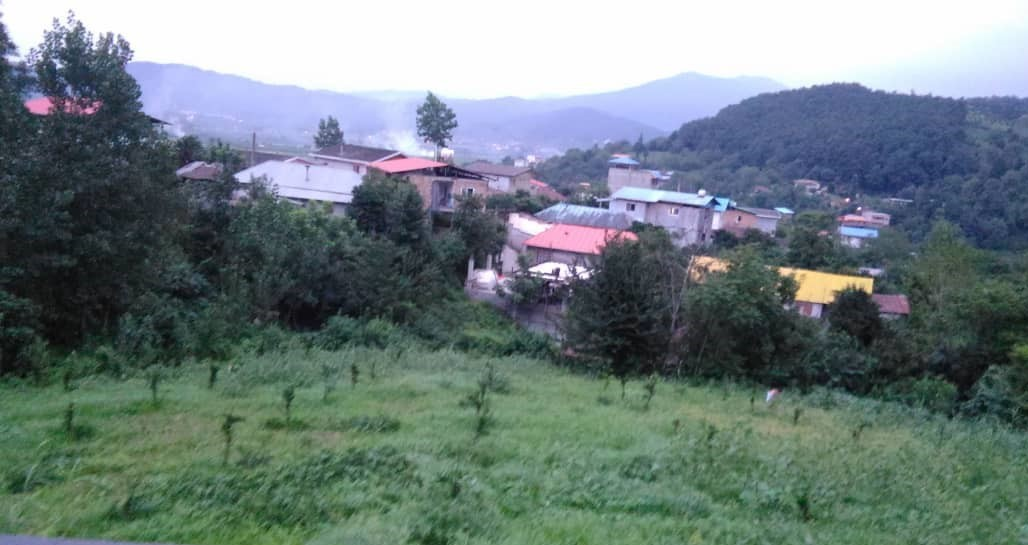
شیرگاه

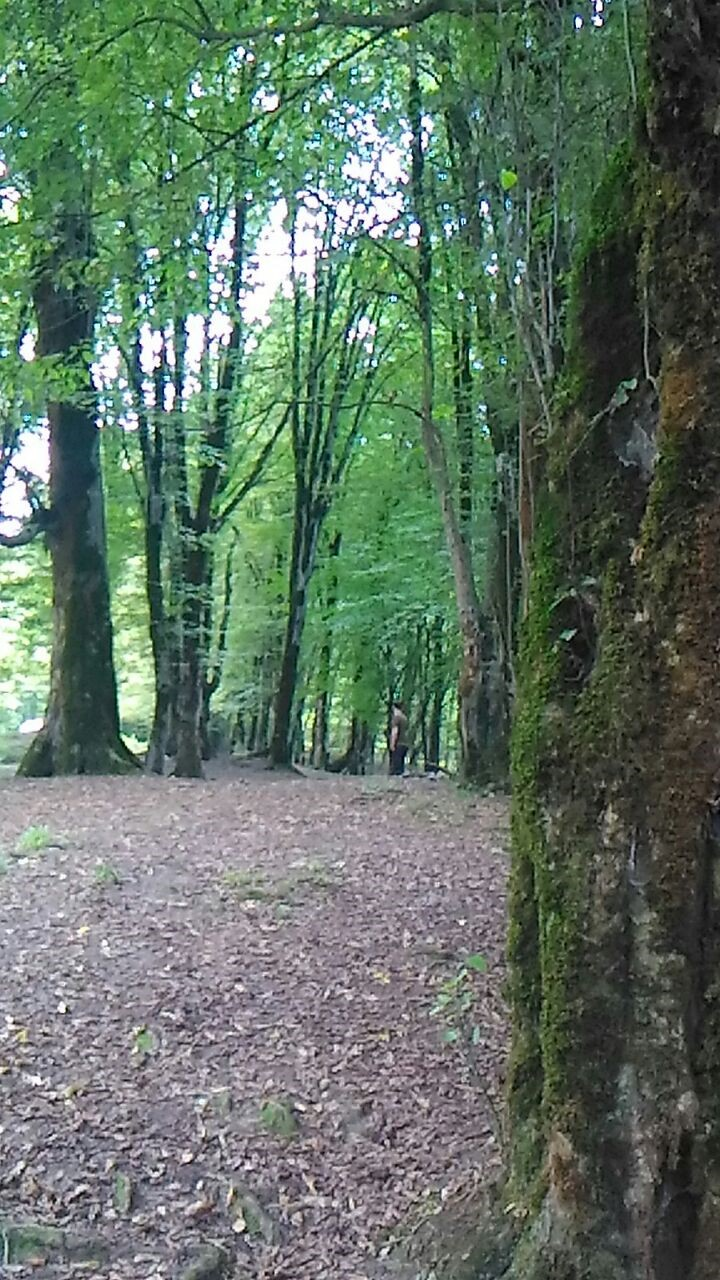
جنگل پلنگ دره شهرستان سوادکوه شمالی استان مازندران

بر اساس سرشماری سال ۱۳۹۵ جمعیت شهرستان سوادکوه شمالی برابر با ۲۴۸۳۴ نفر و جمعیت شهر شیرگاه ۱۷۸۱۸ نفرجمعیت بوده است. مردم شیرگاه به گویش سوادکوهی که گویشی از زبان مازندرانی است صحبت می‌کنند. اصالت عمدهٔ ساکنان مرکزی شیرگاه از سوادکوه، لفور، بابلکنار و مهاجرین استانهای دیگر می‌باشند.

## صنعت
- کارخانه اشباع تراورس شیرگاه که در سال ۱۳۱۱ خورشیدی تأسیس شد ولی اکنون به دلیل استفاده بسیار کم از الوار چوبی تراورس برای ریل راه‌آهن فعالیت محدودی دارد. این کارخانه اولین و از سال ۱۳۱۱ تا ۱۳۷۰ تنها کارخانه تولید تراورس در ایران بوده است. کارخانه دیگری که در قزوین افتتاح شده بود که چوب را فقط اندود می‌کرد و آن را نمی‌پخت.
- اولین شرکت بسته‌بندی تخم مرغ در استان مازندران در شهر شیرگاه به بهره‌برداری رسید؛ و نام محصول آن مرغنه می‌باشد که در زبان مازندرانی به معنی تخم مرغ می‌باشد.
- شهرک صنعتی اسلام‌آباد (تقریبا غیرفعال است)
- شهرک صنعتی بشل
- کارخانه چوب نئوپان‌سازی در چالی
- کارخانه پیچ کوبان در سرتپه

## آثار تاریخی
تعدادی از پل‌های شیرگاه تاریخی اند؛ مانند:
- پل دختر (چالی)
- پل تاریخی شاه‌عباسی آبدنگسر (آبدنگسر، بین قائم‌شهر و شیرگاه)
- پل شاه‌عباسی: این پل در دوران سلطنت پادشاهان صفوی و در مسیر باستانی موسوم به راه شاه‌عباسی با آجر و ساروج و گچ بر روی رود کسیلیان یا روشن تلار بنا گردید. طول آن ۵۷ متر و عرض آن بدون احتساب جان پناه پنج متر می‌باشد. این پل دو دهنه دارد که دهنه شمالی آن از دهنه جنوبی بزرگ‌تر است.
- پل شاپور: این پل بر روی رودخانه اوتجون در اراضی چای باغ و ۵۰ متری جانب شرقی جاده شیرگاه به قائم شهر واقع شده و احتمالاً مربوط به دوران قاجار می‌باشد.

برخی دیگر از پلها در همین سده ساخته شدند؛ مانند:
- پل‌های جاده تهران–شمال در سرتپه و کنار پل شاپور.

## پادگان شیرگاه
پادگان آموزشی نیروی انتظامی که محل آموزش و استقرار سربازان وظیفه و پرسنل پلیس ایران می‌باشد در مسیر شیرگاه به قائم‌شهر در روستای آبدنگسر قرار دارد. این پادگان مربوط به دهه ۴۰ شمسی و دوران پهلوی دوم است که تا زمان ادغام پلیس در سال ۷۰ در اختیار ژاندارمری ایران بود.